# 孫魯班
孫 魯班（そん ろはん、生没年不詳）は、三国時代の呉の公主・長公主。字は大虎。父は孫権。母は歩皇后。同母妹は孫魯育。異母弟に孫和・孫覇・孫亮など多数。夫は周循、後に全琮。子は全懌・全呉。大公主と呼ばれる。

## 略歴
周瑜の長男の周循に嫁いだが、周循が早世した。
黄龍元年（229年）、父の孫権が即位した際に31歳の衛将軍全琮へ再嫁し、全公主と呼ばれるようになった。なお、全琮の長男である全緒と魯班とは同年代であった。
赤烏元年（238年）、母の歩練師が死去し、さらに赤烏4年（241年）、皇太子の孫登も死去したため、皇后や皇太子は空位だった。翌年に孫和が代わって皇太子に立てられた。孫和とその母の王夫人と不仲だったため、孫和の失脚を画策するようになった。皇太子の孫和と魯王孫覇の二派が対立すると、孫覇派は夫の全琮の一族、さらに母の一族である歩騭らを味方にし、讒言により張休・陸遜ら孫和派の重臣を陥れた。ある時、孫権が病床に臥したので、孫和が宗廟で祈ることになった。すると魯班は、孫和が宗廟を少しの間離れて自分の妃の叔父の元に立ち寄ったとの情報を、ただ聞き知っただけであるにもかかわらず「太子は宗廟で祈らず、もっぱら妃の実家と策を練っているようです。王夫人も病を喜んでいる様子です」と父に誣告した。孫権がこれに激怒すると、王夫人は失意のうちに病死した。そのことから、孫和も父から疎まれるようになった。
時期不明だが、赤烏7年（244年）頃、既に長公主に進封されたと考えられている。
その後は政治的な優位を築いたが、昔のことの露見を恐れた魯班は、父帝の寵妃の潘淑（後の潘皇后）と所生の孫亮に近づくために夫の族孫娘で全尚の娘（後の全皇后）を孫亮に嫁がせてほしいと父帝に勧めた。赤烏13年（250年）、孫権は喧嘩両成敗を理由に孫和を廃嫡し、孫覇にも死を命じて、孫亮を皇太子に立てた。太元元年（251年）11月、再び病床に臥し気弱になった孫権は、孫和の無実を悟り召還しようとしたが、魯班は孫峻と孫弘とともに反対し、結局召還できなかった。
孫亮が皇帝に即位後、全皇后が孫亮の后となった事から、全氏一族は大いに繁栄することとなった。魯班も一定の権勢を握った。執政者の孫峻はたびたび群臣の反対を受けたが、その姉が全尚の妻で全皇后の母であったため、魯班の庇護を受けたという。二人は密通関係になった。その後、孫峻は魯班の意を受けて孫和を自殺に追い込んだ。五鳳元年（254年）、孫英・孫儀らが相次いで孫峻の暗殺計画を立てるが、いずれも失敗した。五鳳2年（255年）、妹の孫魯育が孫和の廃嫡に反対したことを根に持っていた魯班は、孫峻に「魯育も孫儀の暗殺計画に加担していたようです」と誣告し、誅殺させた。
孫峻の死後の太平年間、魯育の死の真相を知った孫亮から詰問され窮すると、朱拠の子の朱熊と朱損もクーデターの首謀者の一味であったと讒言し、処刑させた。
太平3年（258年）、孫亮は孫綝の専横に業を煮やし、全尚・孫魯班や将軍の劉承らと謀り、孫綝を誅殺しようと計画した。しかしこの計画は、全皇后または全皇后の母の動きを事前に察知した孫綝が、同年9月26日に先手を打ってクーデターを起こしたことで失敗に終わった。魯班は豫章に流されてしまったという。以後の消息は史書に記されていない。
小説『三国志演義』では、全公主の名前で登場する。孫和と仲が悪く、中傷によって孫和を皇太子の地位から引きずりおろしている。